# Neometra alecto
Neometra alecto is een haarster uit de familie Calometridae.
De wetenschappelijke naam van de soort werd in 1911 gepubliceerd door Austin Hobart Clark.